# Chawanmushi
Il chawanmushi è un piatto della cucina giapponese che utilizza nella sua preparazione i semi dell'albero Ginkgo biloba.
È un budino a base di latte e uova mangiato in Giappone come antipasto usando comunemente il cucchiaio e servito tipicamente in una ciotola per il tè. 
Gli ingredienti principali sono svariati e alla base di uova si possono aggiungere funghi, gamberetti bolliti, kamaboko (un tipo di surimi). Viene aromatizzato con salsa di soia, dashi (brodo di pesce) e mirin (sakè dolce da cucina).